# Жарчиці-Малі
Жарчиці-Малі (пол. Żarczyce Małe) — село в Польщі, у гміні Малогощ Єнджейовського повіту Свентокшиського воєводства.
Населення — 379 осіб (2011).
У 1975-1998 роках село належало до Келецького воєводства.

## Демографія
Демографічна структура на день 31 березня 2011 року:
|          | Загалом | Допрацездатний вік | Працездатний вік | Постпрацездатний вік |
| -------- | ------- | ------------------ | ---------------- | -------------------- |
| Чоловіки | 188     | 37                 | 132              | 19                   |
| Жінки    | 191     | 45                 | 109              | 37                   |
| Разом    | 379     | 82                 | 241              | 56                   |